# NGC 1959
NGC 1959 је расејано звездано јато у сазвежђу Трпеза које се налази на NGC листи објеката дубоког неба.
Деклинација објекта је - 69° 55' 37" а ректасцензија 5h 25m 36,7s. Привидна величина (магнитуда) објекта NGC 1959 износи 12,2. NGC 1959 је још познат и под ознакама ESO 56-SC120.